# Јакоб Негруци
Јакоб Негруци (Јаши, Кнежевина Молдавија, 31. децембар 1842 — Букурешт, Румунија, 6. јануар 1932) био је молдавски, касније румунски песник, прозни писац, новинар, универзитетски професор, књижевни критичар и политички преводилац. Био је један од оснивача друштва Јунимеа, чији је секретар постао 1868. године; члан, генерални секретар, а потом и председник Румунске академије (1893—1894, 1910—1913. и у периоду 1923—1926. године); као и професор на Универзитету у Јашију од 1864. до 1884. године и на Универзитету у Букурешту од 1885. године па до пензионисања 1897. године.

## Биографија
Јакоб Негруци је рођен 31. децембра 1842. године у Јашију, као син Константина Негруција и његове супруге Марија (рођене Гане). Јакоб је у периоду 1853—1863. године живео у Берлину, тако да је тада похађао средњу школу, а потом и Универзитет у Берлину, на ком је докторирао 1863. године. Био је професор на Универзитету у Јашију од 1864. до 1884. године, као и на Универзитету у Букурешту од 1885. године па до пензионисања 1897. године. Био је изабран за посланика у скупштини 1870. године, а касније се придружио Румунском сенату. Био је изабран и за титуларног члана Румунске академије 1881. године, касније је био њен генерални секретар, а у три мандата је био и председник Академије: 1893—1894, 1910—1913. и у периоду 1923—1926. године. Негруци је био један од оснивача друштва Јунимеа, а секретар истог постао је 1868. године. Имао је веома значајну улогу уредника јунимистичког часописа Convorbiri Literare, осигуравајући редовно излажење магазина и улажући значајне жртве, укључујући и материјалне. Негруци се преселио у Букурешт 1885. године, али је још десет година наставио да обавља посао уредника. Писао је рецензије и дописе за магазин Convorbiri Literare; објавио избор из Сећања из детињства (који су се појавили у форми књиге 1874. године), као и роман Михај Вереану (који је изашао у целости 1873. године); а започео је и колумну звану Коресподенција (Corespondență), вероватно прву секцију писмо уреднику у целој земљи.
Негруци је дебитовао 1866. године, са драмом у једном чину која се појавила у Foaia Soțietății pentru Literatura și Cultura Română în Bucovina
', док је прву књигу, под називом Поезија (Poezii), објавио 1872. године. Иако је на њеном писању започео још 1889. године, књигу Amintirile din "Junimea" је објавио тек 1921. године. Негруци је превео неколико дела Фридриха Шилера (Разбојници, Фјеско и Сплетка и љубав појавили су се у облику књиге 1871. године; Орлеанска дева је изашла у магазину Convorbiri Literare 1883. године; Дон Карлос и Мери Стјуарт у последњем од његових шестотомних сабраних дела која су излазила између 1893. и 1897. године). Други преводи укључују романтичарску поезију, како француску (Виктор Иго), тако и немачку (Шилер и Хајнрих Хајне), који су објављени у делу Поезија (Poezii). Његова жена била је Марија Розети.

### Позоришна дела
- Hatmanul Baltag (дело настало у сарадњи са Јоном Луком Карагиалеом)
- Nu te juca cu dracul
- Împăcarea
- Amor și viclenie
- O alegere la senat
- O poveste
- Beizadea Epaminonda

### Романи
- Mihaiu Vereanu (1873)

### Књижевност за децу
- Prolog
- Părintele Gavril
- Eroul fără voie
- Vespasian și Papinian
- Stărostii
- Poeticale
- Lei paralei
- Christachi Văivărescu
- Ștefan și Mihai
- Cucoana Nastasiica
- Electorale
- Tribulațiile unui redactor
- Don Juan de la Arhivă
- Foi căzute
- Ioniță Cocovei
- Artistul dramatic
- Gramaticale
- Tachi Zîmbilă om politic
- Curiozități contimporane
- Chilipir
- Scaieți
- Cuconul Pantazachi
- Vorbe parlamentare

### Епови
- Cântul I. Sfântul Gheorghe
- Cântul II. Părinții
- Cântul III. Copiii
- Cântul IV. Sfătuitorii
- Cântul V. Ursita

### Писма
- Scrisoarea I
- Scrisoarea II
- Scrisoarea III
- Scrisoarea IV
- Scrisoarea V

### Сатире
- Satira I. Luxița
- Satira II. La cîțiva autori contimporani
- Satira III. Domnului B. P. Hasdeu
- Satira IV. Politicale
- Satira V. Supărăcioșii
- Satira VI. Advocatul
- Satira VII. Amicul Sandu
- Satira VIII. Aristip
- Satira IX. Fațarnicii

### Мемоари
- Din copilărie. Aduceri aminte și impresiuni
- Amintiri din "Junimea"
  - Înființarea Societății literare
  - Procesul lui Maiorescu
  - Ortografia
  - Puțină politică
  - Tipografia societății "Junimea"
  - Convorbiri literare
  - Vasile Alecsandri
  - Dosarul "Junimii" — Poșta redacțiunii
  - Din dosar... Excerpta
  - Sîmbăta seara
  - Cîteva portrete
  - Banchetul
  - Prieteni și dușmani
  - Eminescu
  - Încheiere

## Галерија
- Чланови Јунимее 1883. године
- Јакоб Негруци на поштанској маркици Румуније из 1992. године
- Биста Јакоба Негруција у Јашију